# Oscar Olivares Montano
Oscar Olivares Montano fue un policía y político peruano.
Ingreso a la Escuela de Oficiales debía Guardia Civil como Cadete en 1943 y egresó como Alférez GC el 1 de enero de 1947, promoción "Coronel GCE Pedro Pueyo España". Fue ascendido en 1966 por resolución legislativa de Coronel a Teniente Coronel.
Fue Coronel Jefe de la Unidad de Servicios Especiales en 1970 y ascendió al grado de General el 1 de enero de 1971 siendo destinado a ser Jefe de la II Región de la Guardia Civil.
En 1974, mediante Decreto Ley N° 20839, el gobierno militar lo ascendió a Teniente General de la Guardia Civil del Perú. En 1975, tuvo participación en las negociaciones que buscaron levantar la huelga policial que precedió al Limazo sin lograr que dicha huelga se levantase, lo que ocasionó que las fuerzas armadas la debelaran violentamente,  llegó a ser Subdirector Superior GC. Pasó al retiro el 1 de enero de 1978. 
Estando en el retiro fue elegido en 1978 por el Partido Popular Cristiano para la Asamblea Constituyente de ese año. Luego de esta participación fue elegido en las elecciones generales de 1980 como Diputado por Lima Metropolitana también por el PPC. Durante su gestión, promovió la Ley N° 23316 que declara Héroe Nacional y Patrono de la Guardia Civil al Guardia Civil Mariano Santos Mateo.